# Lugugnana
Lugugnana è un centro abitato, frazione del comune di Portogruaro, nella città metropolitana di Venezia.

## Storia
Il celebre architetto romano Vitruvio, al tempo di Augusto, scriveva che le città di Altino, Ravenna, Aquileia, e gli altri municipi che si trovavano in quei luoghi, erano circondati da paludi. Anche il territorio a sud di Concordia era interessato da questi fenomeni, e perciò inabitato, a differenza del territorio settentrionale, oggetto di una ordinata centuriazione. Ma la grande bonifica idraulica della prima metà del I sec. d.C. coinvolse anche la zona a sud di Concordia, dove si costituirono vasti possedimenti agrari.
Una testimonianza di grande rilevanza è data in questo senso dal ritrovamento, nel 1983-1984, della grande villa rustica di Marina di Lugugnana, ovvero delle sottofondazioni delle parti murarie, che accerta la presenza di insediamenti umani organizzati nella zona fin dall'inizio dell'era volgare. Il nome stesso dell'abitato di Lugugnana sembra derivare da Locus Anniae oppure da Lucus ("bosco") Anniae, richiamandosi alla Via Annia che correva poco più a nord, presso l'attuale Vado (da "guado") di Fossalta di Portogruaro. Con la progressiva decadenza dell'impero romano vennero meno anche i lavori di manutenzione idraulica, e tutto il territorio fu nuovamente invaso dalle paludi.
Perciò ha molto credito l'ipotesi dello storico Ernesto Degani, che riteneva che le più antiche chiese e prime costituite nella diocesi di Concordia (oggi Concordia-Pordenone) fossero Fossalta, Giussago e Lugugnana, facendole risalire al IV-V secolo. Degani scrive che il villaggio di Lugugnana è ricordato nel 1164 e la pieve è ricordata nella bolla papale di Urbano III nel 1186. L'edificio attuale della pieve è già attestato nel 1585, in occasione della visita del vescovo di Parenzo Cesare Nores.
Una nuova chiesa, collocata in un altro luogo per non demolire la pieve, fu edificata nel 1964 (le fondamenta coperte da rovi esistevano già da diversi anni) e consacrata nel dicembre 1966. Durante la costruzione da parte dell'impresa Martin di Concordia Sagittaria perse la vita cadendo dall'impalcatura il figlio del titolare.
Dal 1816 al 1853 Lugugnana fu comune autonomo, distinto da Portogruaro.

## Geografia fisica
La presenza delle paludi costituì per tutto il territorio compreso fra Portogruaro ed il mare un grave ostacolo all'insediamento umano, per le difficili condizioni ambientali. Fu la Repubblica di Venezia a comprendere, fin dal XVI secolo, la necessità di risanare queste estese campagne, per destinarle alla produzione agricola, istituendo una apposita magistratura, i Provveditori sopra beni incolti. Al 1620 risale la costituzione di uno dei più antichi consorzi in materia, il consorzio di scolo "Canale Lugugnana", sorto con lo scopo di regolare il deflusso dell'omonimo corso d'acqua che, con le sue esondazioni, allagava il paese di Lugugnana e vasti territori adiacenti.

## Clima
Lugugnana, gode di un tipico clima temperato delle medie latitudini, piovoso o generalmente umido in tutte le stagioni e con estati molto calde. Le precipitazioni si concentrano nei periodi compresi tra marzo e maggio, con un leggero calo nei mesi estivi, e un riacutizzarsi nel periodo compreso tra ottobre e novembre inoltrato.

## Popolazione
Lugugnana costituisce una delle popolose frazioni del comune e conta 1 816 abitanti; vi ha sede una delegazione comunale e sono presenti le scuole materna, elementare e media, oltre a numerosi altri servizi.

### Dialetto
A Lugugnana viene parlato un dialetto veneto con qualche influenza della lingua friulana.